# Parròquia de Bunka
La Parròquia de Bunka (en letó: Bunkas pagasts) és una unitat administrativa del municipi de Priekule, al sud de Letònia. Abans de la reforma territorial administrativa de l'any 2009 pertanyia al raion de Liepaja.

## Pobles, viles i assentaments
- Bunka (centre parroquial)
- Krote
- Tadaiķi

## Persones notables
- Atis Kronvalds (1837 - 1875), escriptor.